# Nicole Schott
Nicole Schott (Essen, 12 de septiembre de 1996) es una patinadora artística sobre hielo alemana. Medallista de oro de la Copa de Varsovia 2016 y del Trofeo NRW en dos ocasiones (2014 y 2016). Medallista de tres campeonatos nacionales en las ediciones de 2012, 2015 y 2018. Representó a su país en los Juegos Olímpicos de invierno de 2018.

## Carrera
Nació en la ciudad alemana de Essen en 1996. Su padre era atleta de hockey sobre hielo y su hermana pequeña también es patinadora artística. En marzo de 2011 representó a su país en el Campeonato Mundial Júnior donde se ubicó en el lugar 15 en el programa corto y 22 en el libre. En su primer campeonato nacional en nivel sénior, celebrado en 2012, ganó la medalla de oro. Comenzó a entrenar con Michael Huth en Oberstdorf desde el verano de 2014. Ganó su primera medalla en nivel sénior internacional en el Trofeo NRW de 2014. En 2015 ganó su segundo título nacional, su participación en el Campeonato Europeo de 2015 la dejó en el noveno lugar y se ubicó en el lugar 22 en su primer Campeonato Mundial, llevado a cabo en el año 2015 en China. Schott ganó su primer evento de la Challenger Series de la ISU, la Copa de Varsovia. En su segundo campeonato europeo celebrado en 2017, se ubicó en el décimo lugar. En su participación en los Juegos Olímpicos de Pieonchang 2018 logró obtener el lugar 18 general. Para la temporada 2018-2019 fue asignada al evento del Grand Prix de Helsinki pero se retiró de la competición por una lesión.

### Programas
|           | Programa corto                                                                 | Programa libre                                        | Exhibición |
| --------- | ------------------------------------------------------------------------------ | ----------------------------------------------------- | ---------- |
| 2018-2019 | With You musical                                                               | Pas sans toi de Lara Fabian                           |            |
| 2017-2018 | Nella Fantasia de Jackie Evancho                                               | La lista de Schindler (banda sonora) de John Williams |            |
| 2016-2017 | Cell Block Tango (banda sonora Chicago) de Catherine Zeta-Jones                | Nocturne No. 20 Frederic Chopin                       |            |
| 2015–2016 | Send In the Clowns de Ruthie Henshall                                          | Romeo y Julieta (1968) de Nino Rota                   |            |
| 2014–2015 | The Chairman's Waltz (banda sonora de Memorias de una geisha) de John Williams | Romeo y Julieta (1968) de Nino Rota                   |            |
| 2012–2014 | El Tango de Roxanne de Craig Armstrong                                         | Prayer for Taylor Michael W. Smith                    |            |
| 2010–2012 | El Tango de Roxanne de Craig Armstrong                                         | Nothing Else Matters Metallica                        |            |

### Resultados detallados
- Mejores marcas personales aparecen en negrita